# Військова історія Португалії
Війни Португалії

## Середньовіччя
- 1128: громадянська війна (графиня Тереза Леонська проти сина Афонсу I). Битва при Сан-Мамеде.
- 1130—1137: португальсько-леонська війна (війна за незалежність Португалії від Леону).
  - 1137: Битва при Сернесі (перемога португальців).
  - 1137: Туйський договір.
- 1139: Реконкіста, битва при Оріке.
- 1139—1143: португальсько-леонська війна. Саморський договір. Визнання Португалії королівством.
- 1147: Реконкіста, здобуття Сантарена і Лісабону
- 1163—1165: португальсько-леонська війна за Саламанку. Поразка Афонсу. Шлюб Фердинанда II й Урраки.
- 1168—1169: португальсько-леонська війна за Галісію. Бадахоська катастрофа. Потневердський мир.
- 1184: Реконкіста, здобуття Сантарена.
- 1188: Реконкіста, здобуття Сілвеша.
- 1191: Реконкіста, втрата Сілвеша.
- 1211—1216:: громадянська війна. Афонсу II проти сестер Терези, Санші, Мафалди. Кастилія (Альфонсо VIII) за короля, Леон (Альфонсо IX) за сестер. Замирення завдяки папі Іннокентію III.
- 1212: Реконкіста, битва при Навас-де-Толосі. Розгром Альмохадів.
- 1246—1248: міжусобна війна між королем Саншу II та його братом Афонсу III. Втручання Кастилії зупинене втручанням Святого Престолу. Завершилася перемогою Афонсу.
- 1249: Реконкіста, здобуття Фару.
- 1250—1253: португальсько-кастильська війна за Алгарве. Шлюб Афонсу III. Бадахоський договір (1257).
- 1295—1297: втручання у громадянську війну в Кастилії (Фернандо IV vs Хуан). Альканісеський договір.
- 1322—1324: громадянська війна між синами Дініша.
- 1340: Реконкіста, битва при Саладо.
- 1355—1357: громадянська війна між королем Афонсу IV та інфантом Педру внаслідок страти дружини останнього, Інес де Кастро.

- 1369—1382: Фернандові війни (війна за португальського короля Фернанду І за кастильський трон).
  - 1369—1370: I кастильська війна.
  - 1372—1373: II кастильська війна.
  - 1381—1382: III кастильська війна; поразка португальців
    - 10 серпня 1382: Елваський договір

- 1383—1385: Португальське міжкоролів'я; внутрішня війна й інтервенція Кастилії.
  - 6 квітня 1384: битва при Атолейруші; локальна перемога португальців над кастильцями.
  - 14 серпня 1385: битва при Алжубарроті; вирішальна перемога португальців над кастильцями.
- 21 серпня 1415 року: португальсько-марокканські війни, завоювання Сеути.
- 20 травня 1449 року: міжусобна війна, битва при Алфарробейрі; урядові війська Афонсу V перемогли сили коїмбрського герцога Педру.

## Ранній новий період
- 1471: португальсько-марокканські війни, завоювання Асіли.
- 1475—1479: війна за Кастильську спадщину.
- 1505—1517: португальсько-єгипетська війна.
- 1507: португальсько-перська війна, здобуття Ормуза.
- 1510: португальсько-адільська війна; здобуття Гоа.
- 1511 — завоювання Малакки
- 1513: португальсько-мороканська війна; здобуття Аземмура.
- 1527—1658: португальсько-шіхалеська війна.
- 1535: португальсько-османська війна; Туніський похід у складі коаліції; здобуття османського Туніса.
- 1538: португальсько-гуджаратська війна; здобуття Діу.
- 1541: португальсько-марокканська війна; втрата Ажадіра.
- 1542—1543: португальсько-османська війна, складова ефіопсько-адальської війни.
- 1548: португальсько-османська війна; втрата Адена.
- 1552—1554: португальсько-османська війна; знищення османського флоту.
- 1558—1566: португальсько-османська війна.
- 1569: португальсько-ацехська війна.
- 1570—1574: війна Індійської ліги
- 1574: 1-й Марокканський похід Себаштіана
- 1578: 2-й Марокканський похід Себаштіана; битва при Алкасер-Кібірі
- 1580—1583: війна за Португальську спадщину. Іберійська унія.
- 1580—1589: португальсько-османська війна.
- 1601—1661: португальсько-голландська війна
- 1622: португальсько-перська війна; втрата Ормуза.
- 1622: португальсько-конголезька війна; битва при Мбумбі.
- 1629: португальсько-ацехська війна; битва при Дуйоні.
- 1640—1668: Реставраційна війна; війна за незалежність. Лісабонський договір (1668)
- 1670: португальсько-конголезька війна

## Новий час
- 1701—1714: Війна за іспанську спадщину.
- 1714—1718: османсько-венеційська війна.
- 1756: Гуаранська війна
- 1762: португальсько-іспанська війна в ході Семирічної війни (англо-іспанська війна).
- Фантастична війна
- 1776—1777: португальсько-іспанська війна.
- 1784: бомбардування Алжиру.
- 1793—1795: французько-піренейська війна.
- 1801: Помаранчева війна.
- 1801—1804: тунісько-сицилійська війна.
- 1807: Французьке вторгнення в Португалію; окупація країни французами.
- 1808—1814: Піренейська війна.
- 1809—1810: битва при Тигровому гирлі.
- 1813—1814: війна шостої коаліції.
- 1815: війна Сьомої коаліції.
- 1816—1820: португальсько-бандська війна.
- 1822—1824: португальсько-бразильська війна. Ріо-де-Жанейрівський договір.
- 1828—1834: Ліберальні війни. Внутрішня війна, протистояння лібералів і абсолютистів. Перемога перших, утвердження конституційної монархії.
- 1833—1840: Перша карлістська війна.
- 1849: португальсько-цінська війна, Байшалінський інцидент.
- 1902—1904: португальсько-овмбундуська війна.

## Новітній період
- 1914—1918: Перша світова війна.
- 1954: португальсько-індійська війна.
- 1961—1974: ангольська війна.
- 1961: португальсько-індійська війна.
- 1963—1974: португальсько-гвінейська війна.
- 1964—1974: португальсько-мозамбіцька війна.
- 1994—1995: Боснійська війна.
- 1998—1999: Косовська війна.
- 2001—2014: Афганська війна.